# استعمارزدایی

کشورهای استقلال یافته از امپراتوری بریتانیا

استعمارزدایی (به انگلیسی: decolonization؛ در انگلیسی آمریکایی و املای آکسفوردی: decolonisation) در دیگر گویش‌های انگلیسی بریتانیایی و انگلیسی کشورهای مشترک المنافع) خنثی کردن اثر استعمار است. استعمار روندی است که طی آن یک ملت تسلط خود را بر سرزمین‌های خارجی، اغلب سرزمین‌های ماوراء دریایی، برقرار و حفظ می‌کند. این مفهوم به ویژه در مورد برچیده شدن امپراتوری‌های استعماری که قبل از جنگ جهانی اول در سراسر جهان تأسیس شده بودند بکار می‌رود. این امپراتوری‌ها اغلب پس از نیمه دوم قرن بیستم قدرت خود را از دست دادند. برخی از محققان استعمارزدایی به ویژه بر جنبش‌های مستعمرات خواستار استقلال، مانند «Creole nationalism (جنبش ملی‌گرایی مردم کریولو)» تمرکز می‌کنند.
نتیجه نهایی استعمارزدایی موفق ممکن است با شکلی از آرمان‌شهرگرایی بومی (محلی) برابری کند – با توجه به ماهیت گسترده استعمار، استعمار نو، و استعمار فرهنگی، هدف استعمارزدایی کامل ممکن است غیرواقعی یا اسطوره‌ای به نظر برسد. محققان بومی (محلی) بیان می‌کنند که یکی از جنبه‌های مهم استعمار زدایی، نقد مداوم جهان‌بینی‌های غربی و ارتقای دانش بومی یا سنتی است.

## تاریخچه

### دوره پس از جنگ جهانی اول
جنگ جهانی اول آغاز فرایند استعمارزدایی بود. اکثر رهبران جهان پس از جنگ بزرگ متوجه بودند که پایان استعمارگری به سبک قدیم گریزناپذیر است. با این حال، قدرت های بزرگ احساس می‌کردند واگذاری بی درنگ استقلال به مستعمراتشان هم به حال مستعمرات و هم برای کشورهای مادر زیان‌آور خواهد بود. دیدگاه عمومی این بود که یک دوره گذار لازم است تا مردمان وابسته برای حکومت مستقل آماده شوند.
جامعه ملل در سال‌های ۱۹۱۹ تا ۱۹۲۲ نظام قیمومیت را ابداع کرد. مستعمرات آلمان در آفریقا و سرزمین های عربی امپراتوری عثمانی شامل عراق، سوریه، لبنان، فلسطین و اردن به بریتانیا و فرانسه واگذاری شدند. در نظام  قیمومیت امپراتوری های استعماری می‌بایست به مستعمراتشان استقلال می‌دادند اما هیچ زمان معینی برای این کار وجود نداشت. به این معنا که امپراتوری های استعماری به لحاظ حقوقی حق داشتند به اداره سرزمین های تحت قیمومیت خود به طور نامحدود ادامه دهند. 

### جنگ جهانی دوم و تشکیل سازمان ملل
جنگ جهانی دوم نقطه عطفی برای روند استعمارزدایی بود. جامعه ملل به دلیل ناکارآمدی در جلوگیری از جنگ ها و زورگویی قدرت های بزرگ منحل شد. پس از پایان جنگ جهانی دوم، در ۲۴ اکتبر ۱۹۴۵ سازمان ملل به عنوان جانشین جامعه ملل تأسیس شد. یکی از مهمترین قوانین سازمان ملل اصلاح نظام قیمومیت بود که روند استعمارزدایی را تسریع کرد. در نظام جدید قیمومیت سازمان ملل کشورهای مادر ملزم به تعیین تاریخ پایان دوره قیمومیت خود بودند. استقلال سرزمین های مستعمره دیگر نه یک احتمال صرف که تابع شرایط گوناگون باشد، بلکه امری قطعی بود. در واقع، منشور سازمان متحد، که کشورهای عضو در ۲۶ ژوئن ۱۹۴۵ آن را امضا کرده بودند، روشن می‌ساخت که بهروزی مردم مستعمرات، از جمله استقلال نهایی آن ها، مسئولیت اعضای سازمان ملل است.
بریتانیایی ها که بزرگترین امپراتوری مستعمراتی جهان را به وجود آورده بودند، فرایند آزادسازی مستعمرات خود را تقریبا بی درنگ آغاز کردند. مشهورترین نمونه هندوستان بود. هندی ها اشتیاق خود را به استقلال مدت ها پیش از جنگ جهانی دوم نشان داده بودند. کنگره ملی هند در نخستین دهه های قرن بیستم رهبری جنبش استقلال خواهی را به دست گرفته بود. مهاتما گاندی، رهبر جنبش، به اعتراضات مسالمت آمیز به عنوان اخلاقی ترین و موثرترین وسیله ترغیب بریتانیایی ها به واگذاری کنترل کشور تاکید داشت. مقامات بریتانیایی در ابتدا با گاندی و جنبش او مخالفت می‌کردند اما با پایان یافتن جنگ جهانی دوم و برقراری نظام قیمومیت سازمان ملل، آن ها سرانجام باب گفتگوی جدی با کنگره ملی هند را گشودند. با جدیت هر دو طرف، تدارکات استقلال با سرعت پیش رفت و هندوستان در آگوست ۱۹۴۷ به کشوری مستقل تبدیل شد. این فرایند در اواخر دهه ۱۹۴۰ و دهه ۱۹۵۰ در مناطق مختلف جهان تکرار شد و مستعمرات به تدریج استقلال یافتند و به سازمان ملل پیوستند که به نوبه خود باعث تسریع در اجرای نظام قیمومیت این سازمان شد. بدین ترتیب، استعمارگری به مثابه پدیده‌ای جهانی به سرعت رو به زوال رفت. امپریالیسم نیز که به امپراتوری های استعماری شکل داده بود رو به افول گذاشت.

### جنگ های ضد استعماری
اگرچه استقلال اکثر مستعمرات به طور مسالمت‌آمیز انجام شد اما استثناهایی هم وجود داشتند که برای گرفتن استقلال مجبور به مبارزه شدند. تنها سه روز پس از پایان رسمی جنگ جهانی دوم، اندونزیایی ها علیه استعمارگران هلندی وارد جنگ شدند. در این جنگ اندونزی به رهبری احمد سوکارنو، پس از چهار سال مبارزه استقلال خود را به دست آورد. ویتنامی ها به رهبری هوشی مین علیه فرانسوی ها وارد جنگی هشت ساله شدند و در نهایت ویتنام به کشوری مستقل تبدیل شد. الجزایری ها در سال ۱۹۵۴ انقلابی را علیه استعمار فرانسه آغاز کردند که به جنگ انجامید. جنگ الجزایر از سال ۱۹۵۴ تا ۱۹۶۲ ادامه داشت و در نهایت منجر به استقلال کشور الجزایر شد.

### بحران کانال سوئز، آخرین نفس های استعمار
در سال ۱۹۵۶ جمال عبدالناصر رئیس‌جمهور مصر کنترل کانال سوئز را به دست گرفت. او اعلام کرد این کانال به مصر تعلق دارد نه بریتانیا و فرانسه که مدت‌ها بود آن را در اختیار داشتند. بریتانیا و فرانسه سربازان خود را برای حمله به مصر و بازپس‌گیری کانال سوئز اعزام داشتند. اگرچه این اقدام نظامی تا حد زیادی موفق بود، اما به‌زودی طرف سومی آن را به نحوی دور از انتظار خنثی کرد. ایالات متحده، که از روحیه رو به گسترش ضداستعماری در سرتاسر جهان پشتیبانی می‌کرد، بریتانیایی ها و فرانسوی ها را مجبور به عقب نشینی کرد.

### غیرقانونی شدن استعمار
در دهه های ۱۹۴۰، ۱۹۵۰ و ۱۹۶۰ استعمارزدایی باعث استقلال ده ها کشور جدید شد. در نهایت در سال ۱۹۷۰ استعمار توسط سازمان ملل غیرقانونی اعلام شد.

### پایان امپراتوری ها
تا اواخر قرن بیستم همه امپراتوری های استعماری اروپایی به پایان رسیدند. هلند هند شرقی (اندونزی) را از دست داد. فرانسه تمام مستعمراتش در آفریقا و جنوب شرق آسیا را از دست داد. کشور بلژیک تنها مستعمره اش کنگو(زئیر) را در سال ۱۹۶۰ از دست داد. امپراتوری بریتانیا که بزرگترین امپراتوری استعماری تاریخ بود پس از جنگ جهانی دوم به تدریج تمام مستعمراتش به استقلال رسیدند. هنگ کنگ آخرین مستعمره بریتانیا بود که در سال ۱۹۹۷ به استقلال رسید. با استقلال هنگ کنگ، امپراتوری بریتانیا رسما پایان یافت.

## ارجاعات

### ارجاعات درون‌خطی
1. ↑  Note however discussion of (for example) the Russian and Nazi empires below.
2. ↑  Hack, Karl (2008). International Encyclopedia of the Social Sciences. Detroit: Macmillan Reference. pp. 255–257. ISBN 978-0-02-865965-7.
3. ↑  John Lynch, ed. Latin American Revolutions, 1808–1826: Old and New World Origins (1995).
4. ↑  Compare: Banerjee, Sandeep (2019). Space, Utopia and Indian Decolonization. Routledge. ISBN 978-0-429-68639-9. Retrieved 12 December 2020.
5. ↑  Nabobo-Baba, Unaisi (2006). Knowing and Learning: An Indigenous Fijian Approach. Institute of Pacific Studies, University of the South Pacific. pp. 1–3, 37–40. ISBN 978-9820203792.
6. ↑  Tuhiwai Smith, Linda (2013). Decolonizing Methodologies: Research and Indigenous Peoples. Zed Books. ISBN 978-1-84813-953-4.